# Babil Belsué
Babil Belsué Chueca (Borja, 24 de enero de 1864-Borja, 25 de septiembre de 1928) fue un organista y compositor español.

## Biografía
Nació en Borja, el 24 de enero de 1864, siendo bautizado en la iglesia de Santa María, la antigua colegiata. De sus ocho hermanos, cabe destacar a Luis y Serverino, ambos sacerdotes. Su formación musical fue en la misma colegiata, en su capilla de música. Continuó su formación en Zaragoza, con el maestro Lozano de El Pilar, donde además trabajó como copiante.
En 1886 ganó las oposiciones al magisterio de la Catedral de Tortosa, pero renunció al cargo por haber ganado el cargo de organista en la Catedral de El Burgo de Osma. Tomó posesión del cargo el 29 de enero de 1887, donde en septiembre de ese año se ordenó sacerdote. Según Gracia Rivas, Belsué llegó a ocupar el cargo de maestro de capilla de la Catedral, pero Palacios Sanz afirmó que entre 1851 y 1919 el magisterio de El Burgo de Osma no estuvo ocupado.
En 1893 fue nombrado segundo organista de la Catedral de Zaragoza, cargo en el que poseía un beneficio y en el que permaneció hasta su jubilación. Belsué también colaboró en la Escuela de Música de la ciudad. En 1893 se presentó a las oposiciones para el magisterio de la Catedral de Huesca, que ganó Laureano Gárate.
Falleció en Borja, el 25 de septiembre de 1928 y está enterrado en el cementerio local.

## Obra
En mayo de 1897, con ocasión de la primera celebración en Zaragoza de Nuestra Señora de la Peana, muy venerada en Borja, se escuchó una sinfonía «intrumentada del organista Sr. Belsué».
Se conservan composiciones de Belsué en las catedrales de El Burgo de Osma y de Huesca. También se conservan algunas en la antigua Colegiata de Borja.